# Redby (Minnesota)
Redby es un lugar designado por el censo ubicado en el condado de Beltrami en el estado estadounidense de Minnesota. En el Censo de 2010 tenía una población de 1334 habitantes y una densidad poblacional de 91,53 personas por km².

## Geografía
Redby se encuentra ubicado en las coordenadas 47°52′20″N 94°55′32″O / 47.87222, -94.92556. Según la Oficina del Censo de los Estados Unidos, Redby tiene una superficie total de 14.57 km², de la cual 13.93 km² corresponden a tierra firme y (4.41%) 0.64 km² es agua.

## Demografía
Según el censo de 2010, había 1334 personas residiendo en Redby. La densidad de población era de 91,53 hab./km². De los 1334 habitantes, Redby estaba compuesto por el 1.42% blancos, el 0% eran afroamericanos, el 97.23% eran amerindios, el 0.22% eran asiáticos, el 0% eran isleños del Pacífico, el 0.07% eran de otras razas y el 1.05% pertenecían a dos o más razas. Del total de la población el 1.72% eran hispanos o latinos de cualquier raza.